# Château Hagen
Le Château Hagen est un monument historique situé à Nouméa, en Nouvelle-Calédonie.

## Historique
Anne-Marie et Georges Marcel Préveraud de Sonneville, fille et gendre du missionnaire Jean Taragnat, héritent de son terrain en 1878, où ils construisent entre 1889 et 1892 la demeure dont il avait laissé des plans. Cette demeure est appelée « Villa au Banian ».
En 1903, le couple vend la propriété à Lucy Hagen, qui renomme la villa « Ratisbonne », en référence à la ville de Bavière dont les Hagen sont originaires. De 1916 à 1947, l’aîné de ses douze enfants, John-Charles Nicolas Hagen, dit Tiby, habite avec sa famille ce qu'on commence à appeler le « Château Hagen ». Hasard de l'histoire, la femme de Tiby est la petite fille de Jean Taragnat, Marthe Guiraud de Lévizac.
Tiby meurt en 1947, suivi de sa veuve en 1967. Leur fille aînée Paule Hagen et son mari Martial Danton se portent alors acquéreurs de la propriété.
Le 10 février 1998, la fille de Paule Hagen et Martial Danton hérite de la propriété et la vend à la province Sud, qui la classe la même année au titre des monuments historiques.
En février 2010 débutent des travaux de restauration visant à rendre les bâtiments identiques à ceux que l'on pouvait observer dans la période 1902-1942.

## Architecture
Le site dit du Château Hagen se compose des éléments suivants :
- La maison Banian, de 350 m2, qui constitue le bâtiment principal
- La maison Taragnat
- Les écuries
- L'espace paysager, lui-même composé d'un parc ornemental, d'un jardin vivrier, de plateformes d'exposition et d'un amphithéâtre.

## Jardin
Lors des travaux de restauration débutés en février 2010, l’espace paysager du Château Hagen a été réaménagé afin de recréer un parc ornemental, un jardin vivrier à caractère pédagogique, des plateformes d’expositions extérieures et un amphithéâtre culturel. Cet espace extérieur couvre près de 2 hectares. On y trouve 135 variétés de végétaux, dont 25 % sont endémiques.

## Vie culturelle
Au Château Hagen se tiennent régulièrement des événements culturels : expositions, pièces de théâtre, visites botaniques. Le Château Hagen accueille les établissements scolaires en semaine et est ouvert au public les week-ends.
En octobre 2018, le château Hagen accueille la première Fashion week de Nouméa.